# Keltaur
A keltaur Pécs egyik ikonikus szobra, Palotás József alkotása, amely a város kelta múltjának állít emléket. A bronz szobor ló-ember-oroszlán alak, amely az északi városfal egy kiugró szegletének a tetejéről több méter magasból ágaskodik egy lábon a belvárosi Kálvária utca fölé, a Kálvária domb és az Ágoston tér között, a Zöldfa utca torkolatával és a Török kúttal szemben.

## Címe
Címe szóösszevonás: a kelta népnév és a görög mitológiai ló-ember keverék lényt jelentő kentaur szavaké. A szobor nem a hagyományos kentauralak, hiszen nincsenek kezei, de emberfeje van, mégpedig egy szakállas kelta, a teste ugyanakkor a kelta mitológiára utalva ló és oroszlán keveréke.

## Története
A szobor évekig egy garázsban pihent, mielőtt a helyére került és 2007. június 2-án felavatták. Felállítását korábban 2002 októberében elutasította a város képviselő testülete.

## Pécs kelta története
A pécsi Jakab-hegyen ma is megtalálhatók egy óriási kelta erődítmény nyomai. A Kárpát-medence legnagyobb kelta vára állt itt, ami egy jelentős méretű kelta királyság központja lehetett.